# ダークエンジェル (競走馬)
ダークエンジェル （Dark Angel 2005年4月4日 - ）はアイルランドで産まれ、イギリスで調教された競走馬・種牡馬。主な勝ち鞍に2007年のミドルパークステークス。
2歳時に9戦してG1を1勝、3歳からすぐに種牡馬入りしたのちは多数の活躍馬を出して大成功している。

## 経歴

### 競走馬時代
バリー・ヒルズ調教師の調教を受けて2007年4月の条件ステークス（芝5ハロン）でバリーの息子マイケル・ヒルズを乗せてデビュー。以後全てのレースでマイケルが手綱を取った。初戦を2着した後、6月の未勝利ステークス（芝5ハロン16ヤード）で初勝利を挙げる。
その後数戦した後、9月のG2ミルリーフステークス（芝6ハロン8ヤード）で重賞初勝利。続くG1ミドルパークステークスも勝利して、デューハーストステークスに挑むが勝ったニューアプローチから10馬身差、10頭中9着と完敗。11月に2歳で引退して翌2008年から種牡馬入りすることが発表された。初年度の種付け料は1万ユーロ。

### 競走成績
| 出走日     | 競馬場           | 競走名                    | 格 | 頭数 | 人気 | 着順 | 騎手     | 距離   | 馬場状態 | タイム  | 着差    | 1着（2着）馬        | 出典       |
| ---------- | ---------------- | ------------------------- | -- | ---- | ---- | ---- | -------- | ------ | -------- | ------- | ------- | ------------------- | ---------- |
| 2007. 4.18 | ニューマーケット | 条件S                     |    | 6頭  | 3人  | 2着  | M.ヒルズ | T5F    | 堅良     |         | 2 1/2身 | Spirit of Sharjah   | [ Race 1 ] |
| 5. 9       | チェスター       | 未勝利S                   |    | 5頭  | 1人  | 1着  | M.ヒルズ | T5F16Y | 堅良     | 1.01.58 | 2身     | （Eileen's Violet） | [ Race 2 ] |
| 6.19       | アスコット       | ウィンザーキャッスルS     | LS | 20頭 | 3人  | 11着 | M.ヒルズ | T5F    | 堅良     |         | 3 3/4身 | Drawnfromthepast    | [ Race 3 ] |
| 7.12       | ニューマーケット | ジュライS                 | G2 | 13頭 | 8人  | 4着  | M.ヒルズ | T6F    | 堅良     |         | 2身     | Winker Watson       | [ Race 4 ] |
| 8.23       | ヨーク           | セントレジャーイヤリングS |    | 20頭 | 1人  | 1着  | M.ヒルズ | T6F    | 良       | 1.12.37 | 1身     | （Gypsy Baby）      | [ Race 5 ] |
| 9.14       | ドンカスター     | フライングチルダ―ズS      | G2 | 8頭  | 3人  | 7着  | M.ヒルズ | T5F    | 堅良     |         | 5 3/4身 | Fleeting Spirit     | [ Race 6 ] |
| 9.22       | ニューベリー     | ミルリーフS               | G2 | 6頭  | 1人  | 1着  | M.ヒルズ | T6F8Y  | 堅良     | 1.11.68 | クビ    | （Strike the Deal） | [ Race 7 ] |
| 10. 5      | ニューマーケット | ミドルパークS             | G1 | 9頭  | 5人  | 1着  | M.ヒルズ | T6F    | 良       | 1.12.08 | 1/2身   | （Strike the Deal） | [ Race 8 ] |
| 10.20      | ニューマーケット | デューハーストS           | G1 | 10頭 | 7人  | 9着  | M.ヒルズ | T7F    | 稍重     |         | 10身    | New Approach        | [ Race 9 ] |

## 種牡馬時代
2011年から産駒がデビュー。初年度産駒からリーサルフォースが2013年のダイヤモンドジュビリーステークスに勝利して産駒G1初勝利。メッカズエンジェルが2015年・2016年のナンソープステークスを連覇。2017年にはハリーエンジェルがジュライカップ・スプリントカップ に優勝。バターシュがアベイ・ド・ロンシャン賞に優勝。パースエイシブがクイーンエリザベス2世ステークスに優勝。2018年にはハントがシューメーカーマイルステークスに勝利。初めてのアメリカでのG1制覇。
これら以外にも自身と同じ短距離での活躍馬を多数輩出し、2013年には英愛リーディングで8位、2015・2016年には4位に入っている。

### 年度別成績
| 年     | 出走 | 出走 | 勝利 | 勝利 | 順位 | 総合収得賞金（ポンド） | 主な活躍馬（主な勝ち鞍）                            |
| 年     | 頭数 | 回数 | 頭数 | 回数 | 順位 | 総合収得賞金（ポンド） | 主な活躍馬（主な勝ち鞍）                            |
| ------ | ---- | ---- | ---- | ---- | ---- | ---------------------- | --------------------------------------------------- |
| 2011年 | 91   | 334  | 29   | 44   | 55   | 391,425                | Tough As Nails （フェニックスステークス3着）        |
| 2012年 | 152  | 611  | 56   | 75   | 14   | 978,539                | Lethal Force （英G2ハンガーフォードS）              |
| 2013年 | 137  | 621  | 53   | 84   | 8    | 1,722,039              | Lethal Force （ダイヤモンドジュビリーS・ジュライC） |
| 2014年 | 182  | 741  | 61   | 92   | 11   | 1,525,723              | Bronze Angel                                        |
| 2015年 | 263  | 973  | 90   | 127  | 4    | 2,827,443              | Mecca's Angel（ナンソープS)                         |
| 2016年 | 346  | 1235 | 109  | 137  | 4    | 2,421,768              | Mecca's Angel（ナンソープS)                         |

### 主な産駒
- 2009年産
  - リーサルフォース （Lethal Force） 母父 Desert Style - 2013年 ダイヤモンドジュビリーステークス[6]・ジュライカップ[15]・2012年 ハンガーフォードステークス[16]
  - ソブリンデット （Sovereign Debt） 母父 Most Welcome - 2017年 サンダウンマイル（英G2）[17]・ダイオメドステークス（英G3）[18]
  - ヒーラート（Heeraat） 母父 Green Desert - 2013年 ハックウッドステークス（英G3）[19]
  - リリーズエンジェル （Lily's Angel） 母父 Docksider - チャートウェルフィリーズステークス（英G3）[20]
- 2010年産
  - アルヘベイーブ（Alhebayeb） 母父 Indian Ridge - 2012年 ジュライステークス[21]
  - ギターピート （Guitar Pete) 母父Innishmore - 2014年 ギャラリテイルスプリングジュヴェナイルハードル（愛障害G1）[22]・故障騎手救済ファンド設立50周年記念ジュヴェナイルハードル（愛障害G1）[23]2013年・ナイトフランクジュヴェナイルハードル （愛障害G2）[24]・2017年カスピアンキャビア・ゴールドカップ・ハンディキャップ（英障害G3）[25]
- 2011年産
  - メッカズエンジェル （Mecca's Angel） 母父 Atraf - 2015年・2016年 ナンソープステークス[7][8]・2014年 ワールドトロフィー（英G3）[26]・2015年 サンジョルジュ賞（仏G3）[27]・2016年 サファイアステークス（英G2）[28]
  - ディバイン （Divine） 母父 Shahrastani - 2016年 バリーオーガンステークス（愛G3）[29]
  - ミスタージェニュイン（Mr Genuine）[注釈 1] 母父 Key Of Luck - 2013年 タイロスステークス（愛G3）[30]
- 2012年産
  - アードフーメイ（Ardhoomey） 母父 Orpen - 2016年 フライングファイブステークス（愛G2） [31]
  - エスティドカー（Estidhkaar） 母父 Danetime - 2014年 スーパーレイティヴステークス（英G2）[32]・シャンペンステークス[33]
  - マーカズ（Markaz）[注釈 2] 母父 Atraf - 2015年 クリテリオンステークス（英G3）[34]・2016年 チップチェイスステークス（英G3）[35]
  - ハント （Hunt） 母父 Machiavellian - 2018年 シューメーカーマイルステークス[13]・2017年エディーリードステークス[36]・デルマーハンデキャップ（米G2）[37]・シービスケットハンデキャップ[38]
  - リアルトラ （Realtra） 母父 Dr Devious - 2015年 セプターステークス（英G3）[39]・2017年 ブラウンズタウンステークス（愛G3）[40]・フェアリーブリッジステークス（愛G3）[41]
  - ストームフライ （Stormfly） 母父 Lomitas - 2015年 愛1000ギニー・トライアルステークス（愛G3）[42]
- 2013年産
  - バーチウッド（Birchwood） 母父 Exceed And Excel - 2015年 スーパーレイティヴステークス （英G2）[43]
  - グタイファン（Gutaifan） 母父 Lahib - 2015年 ロベールパパン賞[44]・フライングチルダーズステークス[45]
  - パースエイシヴ （Persuasive） 母父 Choisir 2017年 クイーンエリザベス2世ステークス[12]・2016年 アタランタフィリーズステークス（英G3）[46]
- 2014年産
  - ハリーエンジェル （Harry Angel） 母父 Cadeaux Genereux （オーエンテューダー系） - 2017年カルティエ賞最優秀短距離馬、2017年 ジュライC[9]・スプリントカップ[10]・2016年 ミルリーフステークス（英G2）[47]・2017年 サンディレーンステークス（英G2）[48]・2018年 デュークオブヨークステークス（英G2）[49]
  - バターシュ （Battaash） 母父 Lawman  - 2017年 アベイ・ド・ロンシャン賞[11]・2019年ナンソープステークス[50]・2020年キングズスタンドステークス[51]・2020年ナンソープステークス[52]・2017年・キングジョージステークス（英G2）[53]・スプリントステークス（英G3）[54]・2018年 テンプルステークス（英語版）（英G2）[55]・キングジョージステークス[56]
  - レハナ （Rehana） 母父 Selkirk  - 2017年 アサージステークス（愛G3）[57]
  - ネイションズアレキサンダー （Nations Alexander） 母父 Whipper - 2016年 スウィートソレラステークス（英G3）[58]
  - メレジーナ （Melesina） 母父 Haafhd - レゼルヴワール賞（仏G3）[59]
  - ダムデュロワ （Dame du Roi）母父Authorized - ミエスク賞（仏G3）[60]
- 2015年産
  - ステージマジック （Stage Magic）母父authorized - 2017年 シェーヌ賞（仏G3）[61]
  - ジュリエットキャピュレット （Juliet Capulet） 母父Camacho - 2017年 ロックフェルステークス（英G2）[62]
  - ヤフタ （Yafta）　母父 Oasis Dream - 2018年 ハックウッドステークス（英G3）[63]
  - レイジングブル （Raging Bull）　母父Mr. Greeley - 2018年 ハリウッドダービー[64]・2020年シューメーカーマイルステークス[65]・アメリカ競馬名誉の殿堂博物館ステークス[66]・サラナックステークス（米G3）[67]・2021年メーカーズマークマイルステークス
- 2016年産
  - トップランクド（Top Ranked）母父Authorized - 2022年エプソムハンデキャップ、2020年スペリオールマイルステークス（英G3）、2022年ビルリッチーハンデキャップ（豪G3）
  - カーデム（Khaadem）母父Footstepsinthesand - 2023年・2024年クイーンエリザベス2世ジュビリーステークス、2022年パレスハウスステークス（英G3）、キングジョージステークス（英G2）
- 2017年産
  - アルシクァ（Althiqa）母父Shamardal - 2021年ジャストアゲームステークス、ダイアナステークス
  - アルファリーク（Alfareeq）母父Cape Cross - 2022年・2023年ジェベルハッタ
  - アートパワー（Art Power）母父Keltos - 2023年ブリティッシュ・チャンピオンズ・スプリントステークス、2020年ラッカンステークス（愛G3）、2021年・2022年ルネサンスステークス（愛G3）、2023年グリーンランズステークス（愛G2）、サファイアステークス（愛G2）
- 2019年産
  - エンジェルブルー（Angel Bleu）母父Galileo - 2021年ジャン・リュック・ラガルデール賞、クリテリウム・アンテルナシオナル、ヴィンテージステークス（英G2）
  - マンゴスチン（Mangoustine）母父Zamindar - 2022年プール・デッセ・デ・プーリッシュ、2021年ミエスク賞（仏G3）
  - マッドクール 母父Indian Ridge - 2024年高松宮記念
- 2020年産
  - ミステリアスナイト（Mysterious Night）母父Shamardal - 2022年サマーステークス、フランソワブータン賞（仏G3）
  - チャーリン（Charyn）母父Kodiac - 2024年クイーンアンステークス、ジャック・ル・マロワ賞、クイーンエリザベス2世ステークス、2022年クリテリウム・ド・メゾンラフィット（仏G2）、2024年bet365マイル（英G2）

## 血統表
| ダークエンジェルの血統（ノーザンダンサー系） | ダークエンジェルの血統（ノーザンダンサー系） | ダークエンジェルの血統（ノーザンダンサー系） | （血統表の出典）               | （血統表の出典） |
| 父系                                         | ノーザンダンサー系                           | ノーザンダンサー系                           | ノーザンダンサー系             | [ § 2 ]          |
| 父 Acclamation 1999 鹿毛                     | 父の父Royal Applause 1993 鹿毛               | ワージブ                                     | トライマイベスト               | トライマイベスト |
| 父 Acclamation 1999 鹿毛                     | 父の父Royal Applause 1993 鹿毛               | ワージブ                                     | Goryana                        |                  |
| 父 Acclamation 1999 鹿毛                     | 父の父Royal Applause 1993 鹿毛               | Flying Melody                                | Auction Ring                   | Auction Ring     |
| 父 Acclamation 1999 鹿毛                     | 父の父Royal Applause 1993 鹿毛               | Flying Melody                                | Whispering Star                |                  |
| 父 Acclamation 1999 鹿毛                     | 父の母Princess Athena 1985 鹿毛              | Ahonoora                                     | Lorenzaccio                    | Lorenzaccio      |
| 父 Acclamation 1999 鹿毛                     | 父の母Princess Athena 1985 鹿毛              | Ahonoora                                     | Helen Nichols                  |                  |
| 父 Acclamation 1999 鹿毛                     | 父の母Princess Athena 1985 鹿毛              | Shoping Wise                                 | Floribunda                     | Floribunda       |
| 父 Acclamation 1999 鹿毛                     | 父の母Princess Athena 1985 鹿毛              | Shoping Wise                                 | Sea Melody                     |                  |
| 母 Midnight Angel 1994 芦毛                  | 母の父Machiavellian 1987 黒鹿毛              | Mr.Prospector                                | Raise a Native                 | Raise a Native   |
| 母 Midnight Angel 1994 芦毛                  | 母の父Machiavellian 1987 黒鹿毛              | Mr.Prospector                                | Gold Digger                    |                  |
| 母 Midnight Angel 1994 芦毛                  | 母の父Machiavellian 1987 黒鹿毛              | Coup de Folie                                | Halo                           | Halo             |
| 母 Midnight Angel 1994 芦毛                  | 母の父Machiavellian 1987 黒鹿毛              | Coup de Folie                                | Raise the Standard             |                  |
| 母 Midnight Angel 1994 芦毛                  | 母の母Night at Sea 1987 芦毛                 | Night Shift                                  | Nothern Dancer                 | Nothern Dancer   |
| 母 Midnight Angel 1994 芦毛                  | 母の母Night at Sea 1987 芦毛                 | Night Shift                                  | Ciboulette                     |                  |
| 母 Midnight Angel 1994 芦毛                  | 母の母Night at Sea 1987 芦毛                 | Into Harbour                                 | Right Tack                     | Right Tack       |
| 母 Midnight Angel 1994 芦毛                  | 母の母Night at Sea 1987 芦毛                 | Into Harbour                                 | Headland F-No.10-c             |                  |
| 母系(F-No.)                                  | 10号族(FN:10-c)                              | 10号族(FN:10-c)                              | 10号族(FN:10-c)                | [ § 3 ]          |
| 5代内の近親交配                              | Nothern Dancer 5×4 Natalma 5×5               | Nothern Dancer 5×4 Natalma 5×5               | Nothern Dancer 5×4 Natalma 5×5 | [ § 4 ]          |
| 出典                                         | 1. 2. 3. 4.                                  | 1. 2. 3. 4.                                  | 1. 2. 3. 4.                    | 1. 2. 3. 4.      |

### 血統背景
4代父トライマイベストはデューハーストSの勝ち馬で、エルグランセニョールの全兄・ラストタイクーンの父として知られる。後に日本に輸入されたが1年後に死亡している。曾祖父ワージブは現役時代重賞3勝、種牡馬としてはRoyal Applause以外にもラジオたんぱ賞勝ちのプレストシンボリなどを出してそれなりに成功している。こちらも後に日本に輸入されたが日本ではこれといった活躍馬は出せなかった。祖父Royal Applauseは現役時代G1を2勝した馬でアメリカンオークス勝ちのティッカーテープなどを輩出している。父Acclamationは現役時代ナンソープSで3着など。ダークエンジェルらが初年度産駒に当たる。ダークエンジェル以外にもキングズスタンドSを2回勝ったEquianoなどを出して成功しており、2016年の英愛ランキングで7位に入っている。なおアメリカでG1を6勝したAcclamation（父Unusual Heat）とは別馬。
牝系では5代母Agar's Ploughが愛オークスに勝っている。それ以外ではこれといった活躍馬はいない。